# Palais des concerts de Pärnu
Le palais des concerts de Pärnu (en estonien : Pärnu kontserdimaja) est un bâtiment situé entre Pikk tänav et Lai tänav à Pärnu en Estonie.

## Présentation
Les architectes du bâtiment sont Katrin Koov, Kaire Nõmm et Hanno Grossschmidt.
Le palais des concerts a été construit en 2002. 
Le principal constructeur était AS Remet.
Le palais des concerts a été officiellement inaugurée le 30 novembre 2002.
La salle de concert du palais des concerts avec son balcon circulaire peut accueillir plus de 800 personnes. 
Le bâtiment dispose également d'une salle de 160 places, qui convient aux petits concerts.
Le palais des concerts abrite l'école de musique de Pärnu, l'orchestre de la ville de Pärnu, un magasin de musique et le café Cello.

## Galerie

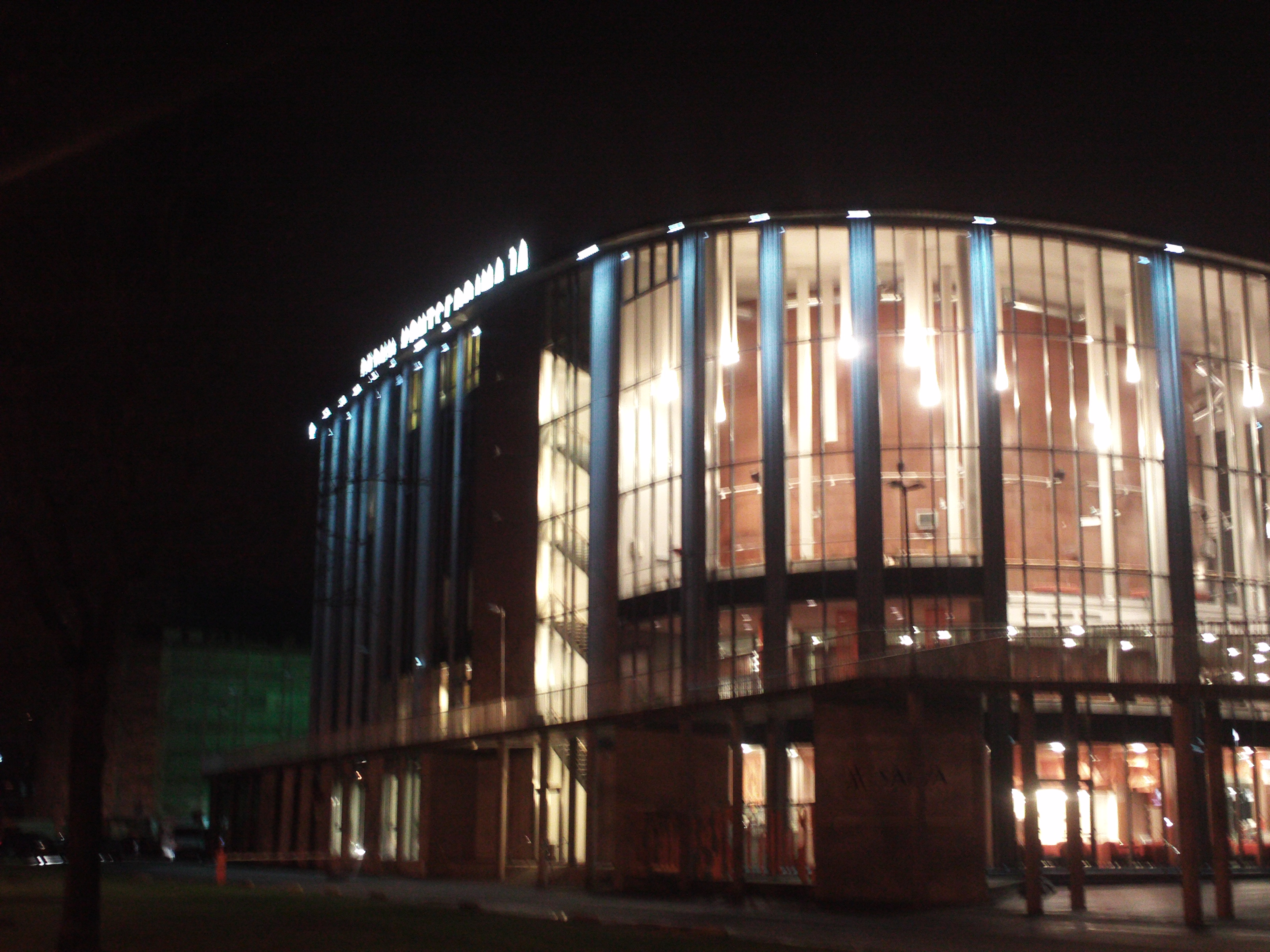
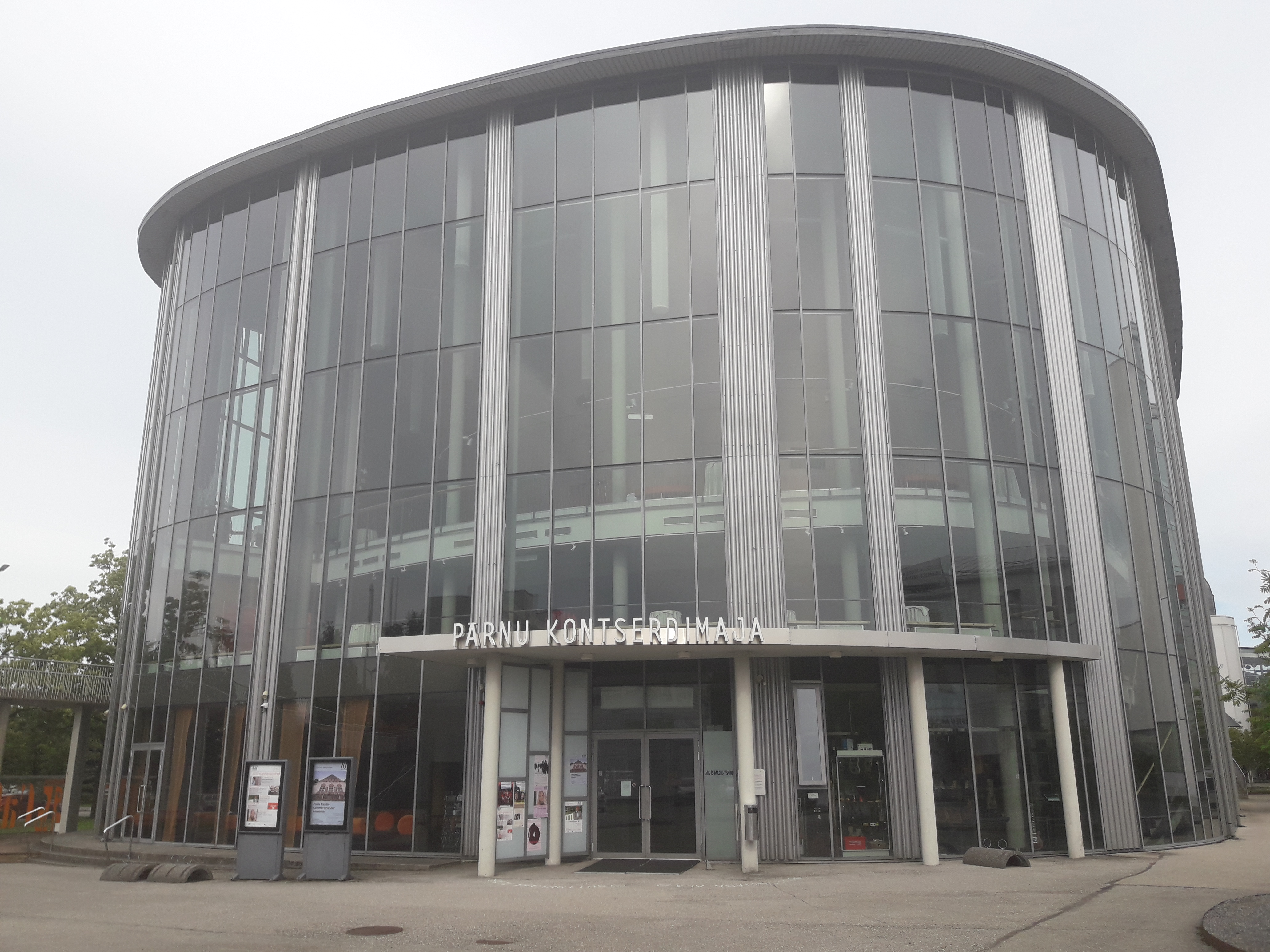